# Парки Білої Церкви
На сьогодні у Білій Церкві налічується 5 парків, 10 скверів, 3 бульвари. На одного жителя Білої Церкви сьогодні припадає лише 0,31 м2 насаджень загального користування, що звичайно мало, проте норма озеленення з урахуванням усіх видів насаджень залишається високою — 115,6 м2. Для порівняння, у Парижі і Москві ця цифра становить 14 м2, в Лондоні — 12 м2, у Берліні — 10 м2.
Місто оточують лісові масиви урочища Голендерня, «Палієва гора», «Кошик», «Томилівська дача», «Товста», «Добролежівка», які разом з луками прибережної зони річки Рось використовуватися і нині використовуються для ближньої заміської рекреації населення міста.
Дендропарк «Олександрія» — видатна пам'ятка садово-паркового мистецтва України, яка розташована у Білій Церкві, на лівому березі річки Росі, площа 297 га. Заснований наприкінці XVIII ст., як заміська резиденція польських графів Браницьких. Автором генерального проекту парку став відомий французький архітектор-паркобудівник Мюффо. Пізніше у парку працювали відомі майстри садово-паркового мистецтва Д.Ботані, А.Єнц, А.Станге, Р.Чех та інші. На території парку поєднуються природні пейзажі з численними архітектурними спорудами — альтанками, павільйонами, колонадами, містками, фонтанами з романтичними назвами (водоспад Руїни, Турецький будиночок, Китайський місток, Колона смутку, колонада Луна та інші.). В колекції заповідного парку зібрано понад 2130 видів рослинного світу.
Загальна площа паркової зони міста становить 4519,77 га.

## Історія

### Розвиток паркового господарства у XX столітті
Система озеленення в місті була сформована ще в радянські часи. Активна розбудова міста розпочавшись у післявоєнний час тривала до середини 90-х років минулого століття. За цей час м. Біла Церква перетворилася із маленького провінційного містечка в значний промисловий, навчальний і культурний центр. Разом із будівництвом, житла, адміністративних, культурно-освітніх закладів проводилося озеленення територій, значні кошти віділялися на благоустрій та озеленення. Позитивний вплив на якість зеленого будівництва та досить широкий асортимент використовуваних в озелененні рослин мав дендропарк «Олександрія», розсадники якого постачали рослини для потреб міста. У місті функціонувало комунальне підприємство «Зелене господарство», яке не лише вирощували декоратнвні рослини, а й кваліфіковано створювало насадження та доглядало за ними. Домобулівельний комбінат, здаючи житлові будинки з експлуатацію, здійснював їх благоустрій та озеленення. Керівники підприємств та установ вважали своїм обов'язком озеленити територію. Не дивно, що Біла Церква не лише в області, а й в Україні вважалася одним з найбільш ошатних мальовничих міст із високим рівнем озеленення та благоустрою.

## Перелік парків

### Парки загального користування
| Назва                                                   | Розташування                                                                                                | Координати                                                            | Короткі відомості | Зображення                                                        |
| ------------------------------------------------------- | --- | --------------------------------------------------------------------- | --- | ----------------------------------------------------------------- |
| Міський парк культури і відпочинку імені Т. Г. Шевченка | у центральній частині міста Білої Церкви, на перетині Олександрійського бульвару та вулиці Ярослава Мудрого | 49°47′40″ пн. ш. 30°06′43″ сх. д. / 49.79444° пн. ш. 30.11194° сх. д. | З середини XIX — початку XX століття місце майбутнього парку позначена на міських планах під назвою Сквер. Поява Скверу пов'язана з демонтажем Білоцерківського замку графами Браницькими, який на кінець XVIII століття втратив оборонне значення. Тому через близьке розташування до Зимового палацу задля створення культурно-естетичного ландшафту там було висаджено дерева. Згодом після встановлення влади Рад в Білій Церкві на території Скверу було облаштовано Парк культури і відпочинку, названий на честь більшовицького державного діяча Петровського Григорія Івановича. Згодом, зважаючи на причетність Петровського до Голодомору, парк перейменовано на честь Тараса Шевченка.. Площа — 6,0 га. | Вхід до міського парку культури і відпочинку імені Т. Г. Шевченка |
| Парк Слави                                              | вздовж вулиць Логінова, Ковбасюка та Першотравнева                                                          | 49°48′08″ пн. ш. 30°07′09″ сх. д. / 49.80222° пн. ш. 30.11917° сх. д. | На території парку до закінчення німецько-радянської війни розташовувались римо-католицьке та лютеранське кладовища. Також біля католицьких поховань стояла каплиця, яку разом з могилами було знесено для закладення меморіального комплексу. Втім місце для Парку слави було обрано не випадково, ще у 1919 році тут було поховано вбитих продармійців, про що звідчить пам'ятник. Площа — 4,0 га. |                                                                   |
| Парк Будівельників                                      | Вздовж Сквирського шосе                                                                                     | 49°49′01″ пн. ш. 30°04′49″ сх. д. / 49.81694° пн. ш. 30.08028° сх. д. | Один з парків у місті Біла Церква. Назву отримав через близькість до «Білоцерківського домобудівельного комбінату». |                                                                   |
| Парк «Прибрежний»                                       | Біла Церква                                                                                                 |                                                                       | Площа — 15,0 га. |                                                                   |
| Парк «Дитячий»                                          | Біла Церква                                                                                                 |                                                                       | Площа — 6,0 га. |                                                                   |

Загальна площа всіх парків в районі становить близько 31 га.

### Сквери і сади загального користування
| Назва                                                | Розташування                        | Координати                                                            | Короткі відомості                                                               | Зображення                                           |
| ---------------------------------------------------- | ----------------------------------- | --------------------------------------------------------------------- | ------------------------------------------------------------------------------- | ---------------------------------------------------- |
| Сквер на Торговій площі                              | Торгова площа                       | 49°47′49″ пн. ш. 30°6′56″ сх. д. / 49.79694° пн. ш. 30.11556° сх. д.  | Площа — 4,0 га                                                                  | Сквер на Торговій площі                              |
| Сквер біля аграрного університету                    | Соборна площа, 8/1                  | 49°47′28″ пн. ш. 30°6′45″ сх. д. / 49.79111° пн. ш. 30.11250° сх. д.  | Білоцерківського національного аграрного університету. Загальна площа — 1,0 га. | Сквер біля аграрного університету                    |
| Сквер біля ПК «Росава»                               | Вулиця Леваневського                | 49°47′17″ пн. ш. 30°9′20″ сх. д. / 49.78806° пн. ш. 30.15556° сх. д.  | Площа — 0,3 га                                                                  |                                                      |
| Сквер «Гетьманський біля школи мистецтв № 1»         | Олександрійський бульвар            | 50°26′52″ пн. ш. 30°32′26″ сх. д. / 50.44778° пн. ш. 30.54056° сх. д. | Площа — 1,5 га                                                                  | Сквер «Гетьманський біля школи мистецтв № 1»         |
| Сквер біля БЦ КП ДБК «Будівельник»                   | Сквирське шосе                      |                                                                       | Площа — 0,5 га                                                                  |                                                      |
| Сквер біля кургана пам'яті                           | Біла Церква                         |                                                                       | Площа — 0,2 га                                                                  |                                                      |
| Сквер біля пам'ятника «Літак»                        | Проспект князя Володимира           | 50°26′25″ пн. ш. 30°31′45″ сх. д. / 50.44028° пн. ш. 30.52917° сх. д. | Площа — 0,3 га                                                                  |                                                      |
| Сквер «Піонерський»                                  | Площа Перемоги (Біла Церква)        | 50°26′59″ пн. ш. 30°32′3″ сх. д. / 50.44972° пн. ш. 30.53417° сх. д.  | Площа — 0,8 га                                                                  | Сквер «Піонерський»                                  |
| Сквер біля пам'ятника Петру Запорожцю                | Площа Петра Запорожця (Біла Церква) | 50°25′41″ пн. ш. 30°34′8″ сх. д. / 50.42806° пн. ш. 30.56889° сх. д.  | Площа — 0,3 га                                                                  |                                                      |
| Сквер «Інститутський» у дворі аграрного університету | Соборна площа, 8/1                  | 49°47′28″ пн. ш. 30°6′45″ сх. д. / 49.79111° пн. ш. 30.11250° сх. д.  | Білоцерківського національного аграрного університету. Загальна площа — 0,5 га. | Сквер «Інститутський» у дворі аграрного університету |
| Сад «Клінічний»                                      | Біла Церква                         |                                                                       | Площа — 1,2 га                                                                  |                                                      |
| Сад «Госпітальний»                                   | Біла Церква                         |                                                                       | Площа — 0,6 га                                                                  |                                                      |

Загальна площа міських сверів та садів — 11,2 га.

### Бульвари
| Назва                        | Розташування | Координати                                                           | Короткі відомості | Зображення             |
| ---------------------------- | --- | -------------------------------------------------------------------- | ----------------- | ---------------------- |
| Олександрійський бульвар     | Починається від Соборної площі на південному сході. Простягається на 4,1 км на захід до Сквирського шосе. З бульваром перехрещуються велика кількість вулиць, як головних, так і другорядних. По бульвару розташовуються 2 площі — Соборна та Петра Запорожця. | 49°48′36″ пн. ш. 30°5′36″ сх. д. / 49.81000° пн. ш. 30.09333° сх. д. | Площа — 15,0 га   |                        |
| Бульвар Михайла Грушевського | бере свій початок з вулиці Івана Кожедуба і закінчується виходом до вулиці Ярослава Мудрого, знаходиться у центральній частині міста. | 49°47′58″ пн. ш. 30°7′47″ сх. д. / 49.79944° пн. ш. 30.12972° сх. д. | Площа — 6,0 га    |                        |
| Бульвар Княгині Ольги        | знаходиться на масиві Леваневського. Фактично є межею між 3-ім та 4-им мікрорайонами. На бульварі є храм-пам'ятник воїнам-інтернаціоналістам присвячений Георгію Побідоносцю та пошкоджений вандалами пам'ятний камінь про закладення цього пам'ятника.        |                                                                      | Площа — 1,8 га    | Комсомольський бульвар |

Загальна площа міських бульварів становить 22,8 га.

### Зелені насадження обмеженого користування
| Назва                                                            | Розташування | Координати | Короткі відомості                | Зображення |
| ---------------------------------------------------------------- | ------------ | ---------- | -------------------------------- | ---------- |
| Міжквартальні та міжбудинкові зелені зони                        | Біла Церква  |            | Загальна площа парку — 590,0 га. |            |
| Сади приватного сектору                                          | Біла Церква  |            | Площа — 650,0 га                 |            |
| Зелені зони шкіл, дитячих садків. лікарень, магазинів, кафе тощо | Біла Церква  |            | Площа — 24,0 га                  |            |
| Зелені зони промислових підприємств                              | Біла Церква  |            | Площа — 78,0 га                  |            |

Території обмеженого користування — 1342 га.

### Зелені насадження спеціального користування
| Назва                                                                             | Розташування | Координати                                                           | Короткі відомості | Зображення                                              |
| --------------------------------------------------------------------------------- | ------------ | -------------------------------------------------------------------- | --- | ------------------------------------------------------- |
| Вуличні придорожні насадження                                                     | Біла Церква  |                                                                      | Площа — 140,0 га |                                                         |
| Насадження кладовищ                                                               | Біла Церква  |                                                                      | Площа — 20,0 га |                                                         |
| Колективні сади та городи                                                         | Біла Церква  |                                                                      | Площа — 37,0 га |                                                         |
| Прибережна захисна р. Рось (50 м) та ставків р. Протока (25 м) на території міста | Біла Церква  |                                                                      | Площа — 600,0 га |                                                         |
| Державний дендрологічний парк «Олександрія» НАН України                           | Біла Церква  | 49°48′38″ пн. ш. 30°3′53″ сх. д. / 49.81056° пн. ш. 30.06472° сх. д. | Розташований на північно-західній околиці міста Біла Церква, на висоті 80 — 106 м над рівнем моря. Це найбільший (понад 290 га) архітектурно оформлений ландшафтний парк в Україні. Площа — 295,4 га | Державний дендрологічний парк «Олександрія» НАН України |

Всього зелені насадження спеціального призначення — 998,4 га.

### Приміські ліси
| Назва                             | Розташування                           | Координати                                                           | Короткі відомості | Зображення             |
| --------------------------------- | -------------------------------------- | -------------------------------------------------------------------- | --- | ---------------------- |
| Урочище «Голендерня»              | землі запасу дендропарку «Олександрія» | 49°48′16″ пн. ш. 30°3′21″ сх. д. / 49.80444° пн. ш. 30.05583° сх. д. | Ботанічна пам'ятка природи місцевого значення, що розміщений на західній околиці Білої Церкви річки Рось. Всього на території урочища «Голендерня» виявлено 70 деревних видів, з 41 роду 23 родин. Два види — хвойні (дерева), 68 видів — листяні (43 — дерева, 21 — кущі, 2 — напівкущі, 1 — кущик, 1 — ліана). Культивари в насадженнях відсутні. Площа — 93,7 га | Урочище «Голендерня»   |
| Урочище «Палієва гора»            | Біла Церква                            | 49°48′16″ пн. ш. 30°3′21″ сх. д. / 49.80444° пн. ш. 30.05583° сх. д. | Ботанічна пам'ятка природи місцевого значення, що розміщений на південно-західній околиці Білої Церкви, на високому березі річки Рось. Оголошений Постановою Ради Міністрів УРСР № 311 від 22.0.1983. «Палієва гора» розташована у південно-західній частині дендропарку «Олександрія» на лівому березі річки Рось. Ділянка лучного степу займає південний схил крутизною до 45°, в нижній частині схилу — виходи граніту. Перші відомості про флору і рослинність лучно-степового схилу «Палієвої гори» були наведені М. К. Гродзинським, який відзначив велику кількість Adonis vernalis.Площа — 0,77 га. | Урочище «Палієва гора» |
| Урочище «Кошик»                   | Біла Церква                            |                                                                      | Площа — 172,0 га |                        |
| Урочище «Товста»                  | Біла Церква                            |                                                                      | Площа — 2057,0 га |                        |
| Урочище «Томилівська дача»        | Біла Церква                            |                                                                      | Площа — 1854,0 га |                        |
| Урочище «Добрилежівка шкарівська» | Біла Церква                            |                                                                      | Площа — 250,0 га |                        |
| Урочище «Добрилежичі»             | Біла Церква                            |                                                                      | Площа — 186,0 га |                        |